# Rzędówka

Rzędówka – schemat

Rzędówka, wieś sznurowa – typ wsi, charakteryzujący się luźną zabudową wzdłuż drogi, najczęściej po jej jednej stronie i prostopadle do drogi biegnącymi szerokimi pasami pól, których szerokość odpowiada szerokości zagrody gospodarskiej znajdującej się po drugiej stronie drogi. Rzędówki powstawały od XIII do XV w. (kolonizacja na prawach niemieckich), na ziemiach polskich w XIX wieku[wymaga weryfikacji?] i występują na Mazowszu i Kielecczyźnie, a także na Lubelszczyźnie. Przykładami takich wsi są m.in. Brudzica, Lgota Wielka i Czerno, powstałe w XIV w.